# École viennoise des échecs

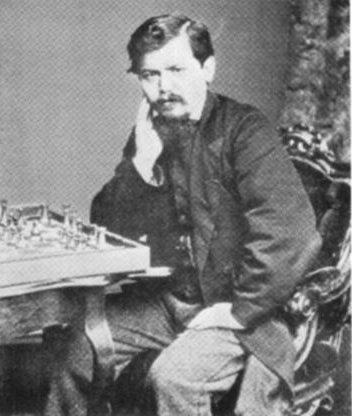
Wilhelm Steinitz en 1866.

L'école viennoise des échecs, aussi appelée école classique, regroupe un ensemble de joueurs d'échecs qui ont épousé les principes stratégiques édictés par Wilhelm Steinitz, lequel était d'origine autrichienne : importance des facteurs statiques tels que la structure de pions, le contrôle du centre par les pions, placement des Cavaliers aux avant-postes, possession de la paire de Fou et de « bons Fous » plutôt que de « mauvais Fous ».
Ce classicisme vient en réaction par rapport aux attaques parfois échevelées des membres de l'école romantique d'échecs, qui rencontrent des défenses défectueuses : Steinitz soutient l'idée que la défense est tout aussi honorable que l'attaque, et qu'avant de pouvoir mener une attaque victorieuse, il faut avoir acquis un avantage, ne serait-ce que temporaire. Steinitz commence à mettre en pratique ses nouvelles théories en 1872. Il est au départ peu suivi, mais vingt ans plus tard, la plupart des maîtres de l'époque sont influencés par ses idées. Siegbert Tarrasch est un ardent promoteur des idées de Steinitz.
De nos jours, on ne peut plus parler d'écoles d'échecs. Les joueurs puisent à des sources d'inspiration différentes et jouent selon leur propre style.